# Alojs Andricki
Blahoslavený Alojs Andricki (2. července 1914, Radwor – 3. února 1943, Dachau) byl lužickosrbský římskokatolický kněz a oběť nacismu.

## Život
Alojs Andricki se narodil jako jedno ze šesti dětí svých rodičů. Navštěvoval školu v rodném Radwore a posléze v Budyšíně. Tam se také stal členem lužickosrbského gymnasijního spolku Włada. V roce 1934 ukončil svá středoškolská studia maturitou s vyznamenáním.
V letech 1934 až 1937 studoval teologii a filosofii v Paderbornu. V době svých studií působil jako mluvčí lužickosrbského studentstva a redaktor časopisu „Serbski student“. Dne 30. července 1939 byl vysvěcen na kněze. Posléze působil v Drážďanech.
21. ledna 1941 byl zatčen za kritiku NSDAP a nacistického režimu v Německu. 23. května 1941 byl odsouzen a v říjnu 1941 transportován do koncentračního tábora v Dachau. Tam v roce 1942 vážně onemocněl a 3. února 1943 byl zabit injekcí jedu.

## Po smrti
Po 2. světové válce se stal Alojs Andricki symbolem lužickosrbské odporu proti nacismu. V roce 1946 mu byl v jeho rodném Radworu umístěn pamětní kříž, avšak ze strany východoněmeckého komunistického režimu nebyla snaha o připomínání jména tohoto katolického kněze.
V roce 1984 mu byl lužickosrbskou katolickou mládeží postaven další pamětní kříž a taktéž roku 1984 byla na jeho rodný dům v Radworu umístěna pamětní deska. Katolická mateřská školka v Radworu nese jméno Dom Alojsa Andrickeho a jsou po něm taktéž pojmenovány ulice v Drážďanech a Budyšíně.
V roce 1998 v Římě započal proces jeho blahořečení a 13. června 2011 byl prohlášen za blahoslaveného.

## Odkazy

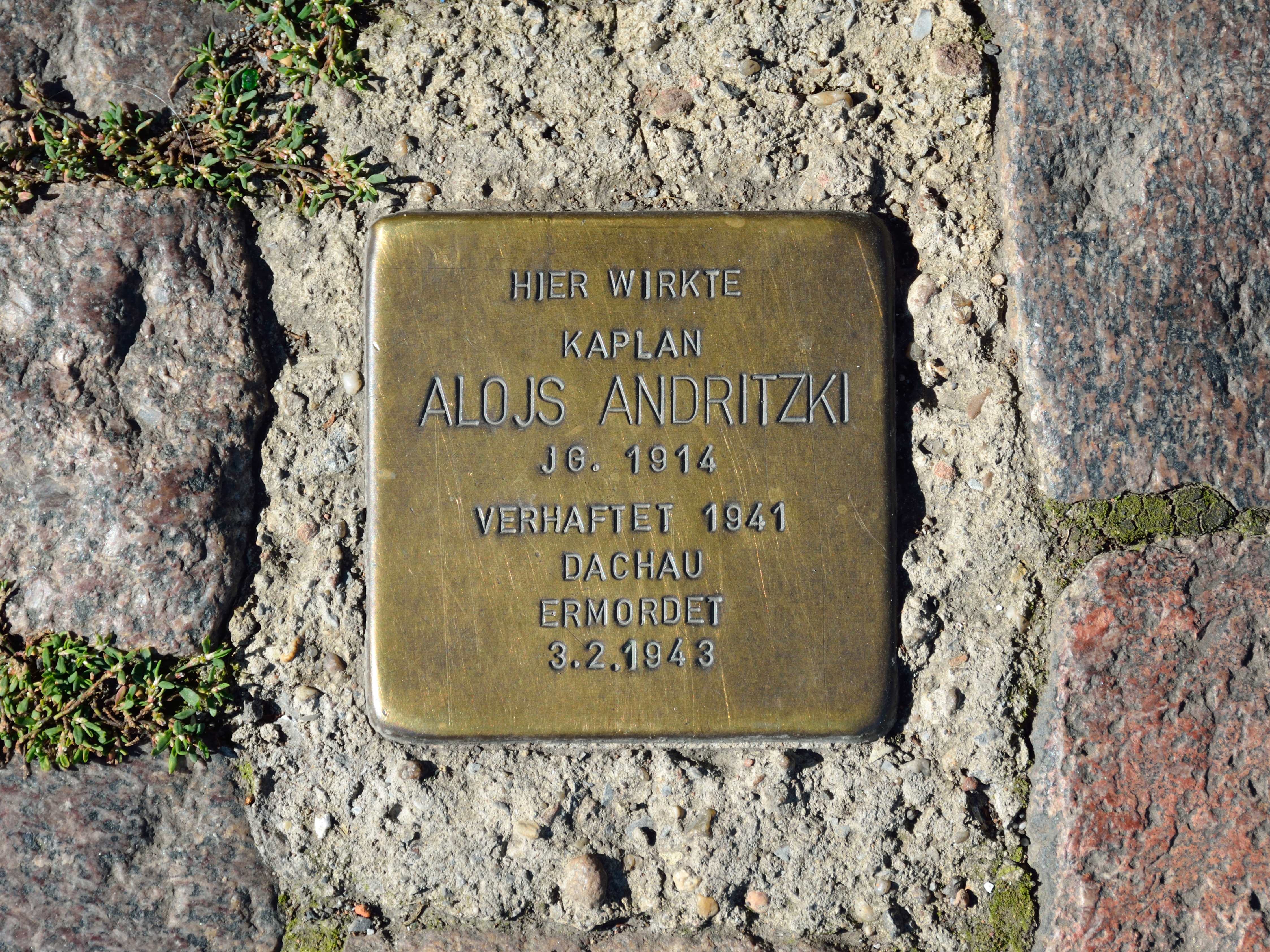
Stolperstein v Drážďanech